# 臼井橋
臼井橋（うすいばし）は、新潟県新潟市秋葉区 - 南区の信濃川に架かる国道460号臼井バイパスの橋長514.6 m（メートル）の鋼桁橋。

## 概要
右岸側の秋葉区子成場（こなしば）と、左岸側の南区臼井（うすい）との間を結ぶ。2015年（平成27年）10月12日、3代目となる新橋梁が開通した。管理は新潟市が政令指定都市に移行した2007年（平成19年）4月1日以前は新潟県が、以降は新潟市が行っている。
当橋梁の下流側には新潟県道46号新潟中央環状線の大郷橋が、上流側には新潟県道41号白根安田線の小須戸橋が架橋されている。
- 形式 - 鋼8径間連続少数主桁鈑桁橋 + 鋼3径間連続箱桁橋
- 活荷重 - B活荷重
- 橋長 - 514.6 m
  - 支間割 - ( 8×40.15 m ) +  ( 60.3 m + 70.0 m + 60.3 m )
- 幅員
  - 総幅員 - 12.500 m
- 総鋼重 - 1,746 t
- 床版 - 合成床版
- 施工 - 藤木鉄工

## 歴史
初代橋梁は1927年（昭和2年）1月に木橋として竣工し、のちに県道に指定された（当時の県道新津白根線）。
1964年（昭和39年）6月16日の新潟地震では、当時の白根市域の信濃川に架橋された4箇所の道路橋梁のうち、木橋としては唯一落橋を免れた。だが当時、既に老朽化は著しく進行しており、その後興ったモータリゼーションによる自動車通行量の増加にいよいよ耐え切れなくなった。臼井橋を経由する新潟交通の路線バスは橋梁の両端部で運転を打ち切り、乗客に橋梁部の徒歩連絡を強いる程であった。
2代目の橋梁は1971年（昭和46年）8月30日に竣工した。橋長383.6 m、幅員8.8 m、片側1車線で、両側部に幅1 mの歩道を備えていた。また、この橋梁の左岸には臼井橋左岸橋が架かっており、長さは84.3 m、幅は8.5 mである。しかし2代目橋梁の右岸側の取付部は、堤防から河川敷へ一旦下りた上で橋梁部に至る潜り橋となっており、また橋梁の西詰側は臼井の集落を経由する狭隘区間を通っていた。1990年代には信濃川の堤防改修に合わせて右岸側の取付部をクランク状とした。
1993年（平成5年）4月1日、主要地方道新津白根線が国道460号へ指定変更されてからバイパス道路「臼井バイパス」の整備が進められた。バイパス区間に含まれていた臼井橋架け替えは最後まで残されたが、2015年（平成27年）10月12日に竣工・開通し、「臼井バイパス」は全線完成の運びとなった。開通に伴い2代目橋梁は役目を終え、通行止めとなった。